# Palazzo de' Mayo
Il palazzo de' Mayo è un edificio civile di Chieti, situato sul Corso Marrucino

## Storia
Il palazzo sorge lungo l'antica direttrice della Strada Grande, nell'800 nota come Corso "Ferdinando Galiani", e poi Corso Marrucino, con l'affaccio su Largo Martiri della Libertà (ex Largo San Domenico). Il primo proprietario del palazzo fu il duca di Vacri Giuseppe Valignano, il quale nel 1788 vendette ai fratelli Saverio, Severino e Luigi Costanzo la struttura. Il palazzo era composto da varie abitazioni sovrapposte, confinanti con il Palazzo del Collegio degli Scolopi di Sant'Anna (attuale chiesa di San Domenico al Corso). I Costanzo avviarono i lavori di rifacimento tra il 1789 e il 1795, costruendo l'interno con lo scalone monumentale, come lo si vede oggi.
In un inventario del 1815, si viene a conoscenza dei debiti di Saverio Costanzo con Celidonio Farina, per cui il palazzo venne diviso in due sezioni da essere affidati alle relative parti, per ordine del Tribunale di Chieti; tuttavia presto il Farina per dei debiti, cedette la porzione sua al Levino de' Mayo nel 1825, che recuperò il bene, affittando dei locali alla Prefettura di Chieti, prima del trasferimento nell'ex monastero della chiesa di San Domenico, che avvenne a tutti gli affetti dopo l'Unità d'Italia. Suo figlio Acindino nel 1854 eseguì altre opere di restauro degli esterni, conclusisi nel 1884. Nel 1907 il palazzo fu requisito dal Prefetto per destinarlo a un comando militare, e successivamente venne ripreso da Marianna e Corrado de' Mayo. Nel 1977 Laura de' Mayo, figlia di Corrado, cedette il palazzo alla Cassa di Risparmio della Provincia di Chieti (ossia la CariChieti), che vi stabilì la propria sede, non prima dei lavori di restauro e recupero, che partirono nel 1985, con nuova trance di lavori nel 1994, per finire nel 2004, su progetto di Carlo Mezzetti. Attualmente il palazzo non ospita la sede della CariChieti, fallita nel 2015, ma la Fondazione, una biblioteca, un museo d'Arte Moderna, mentre altre sale sono destinate all'esposizione.

## Architettura

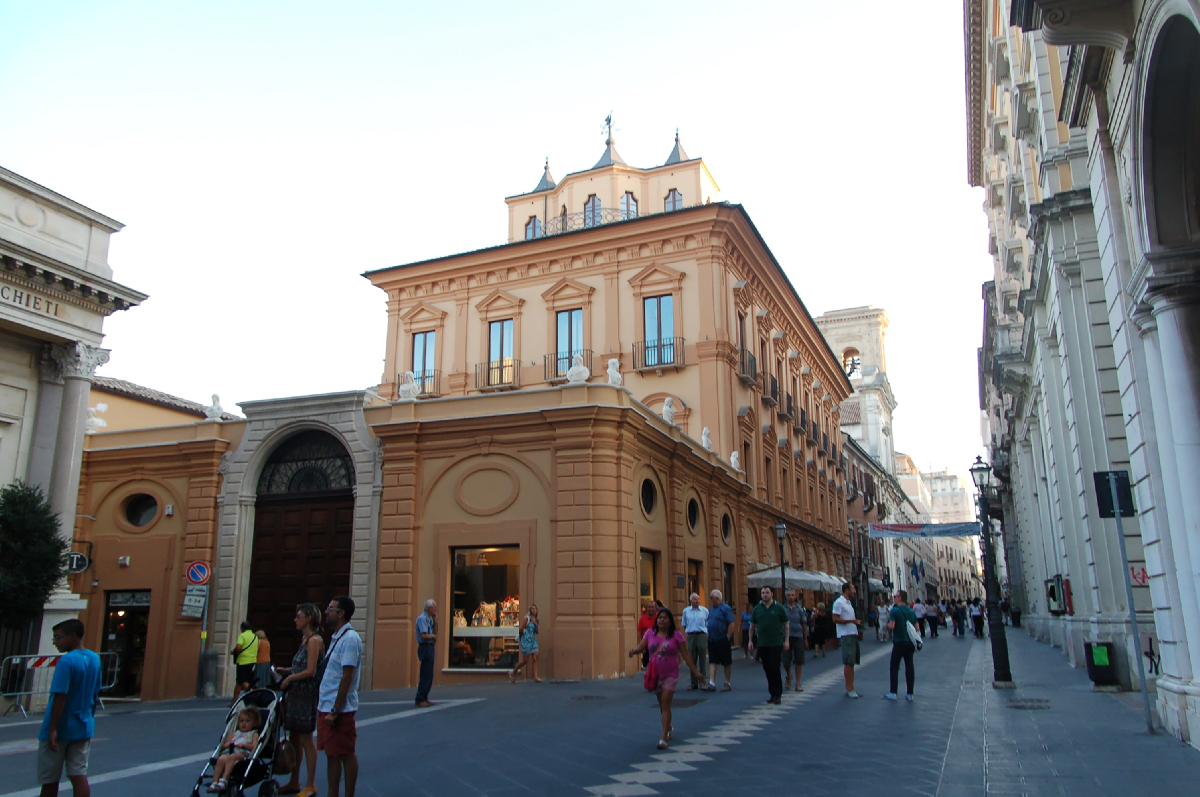
Veduta del palazzo dal Corso Marrucino

Il palazzo è uno dei più interessanti e riusciti del trasformismo tardo barocco di Chieti, si mostra nella linearità e nella classicità dei palazzi romani, diviene simbolo di un linguaggio lezioso, l'introduzione di un gradevole gioco chiaroscurale di facciata, reso attraverso l'uso di un apparato plastico a torrette con cuspidi coniche, sancisce, un consistente organismo di membrature assenti, o poco accentuate negli edifici dell'epoca precedente, che si affacciano sulle strade di Chieti. Si tratta di ornamenti recuperati dalla tradizione, ossia busti ed erme di personaggi famosi della storia, o di membri familiari dei proprietari del palazzo, l'ordine regolare di finestre ad intervallo di timpani curvilinei o triangolari, i portali in bugnato liscio, il piccolo chiostro che immette all'accesso vero e proprio, dopo la cortina muraria di Largo Martiri della Libertà, poi il grande scalone con le volte a botte, che immette ai piani superiori, decorato da grandi archi, che ricordano il Palazzo Sanfelice o il Palazzo dello Spagnolo a Napoli.

## Museo civico di Palazzo de' Mayo e biblioteca
Il museo della Galleria d'Arte Moderna è di proprietà della Fondazione, composta da una selezione di dipinti, tele, e sculture che vanno dall'Ottocento sino all'epoca contemporanea. Del primo periodo si ricordano le opere degli abruzzesi Francesco Paolo Michetti (una copia de La figlia di Iorio, perché l'originale è nel Palazzo della Provincia di Pescara), Costantino Barbella e Basilio Cascella. Il gruppo di opere del Novecento fa parte della raccolta "Nel segno dell'Immagine", con 130 dipinti, sculture di 90 artisti, da Aligi Sassu a Pietro Guccione, da Giuliano Vagi a Ruggero Savinio, Giuseppe Modica e Robert Carroll.

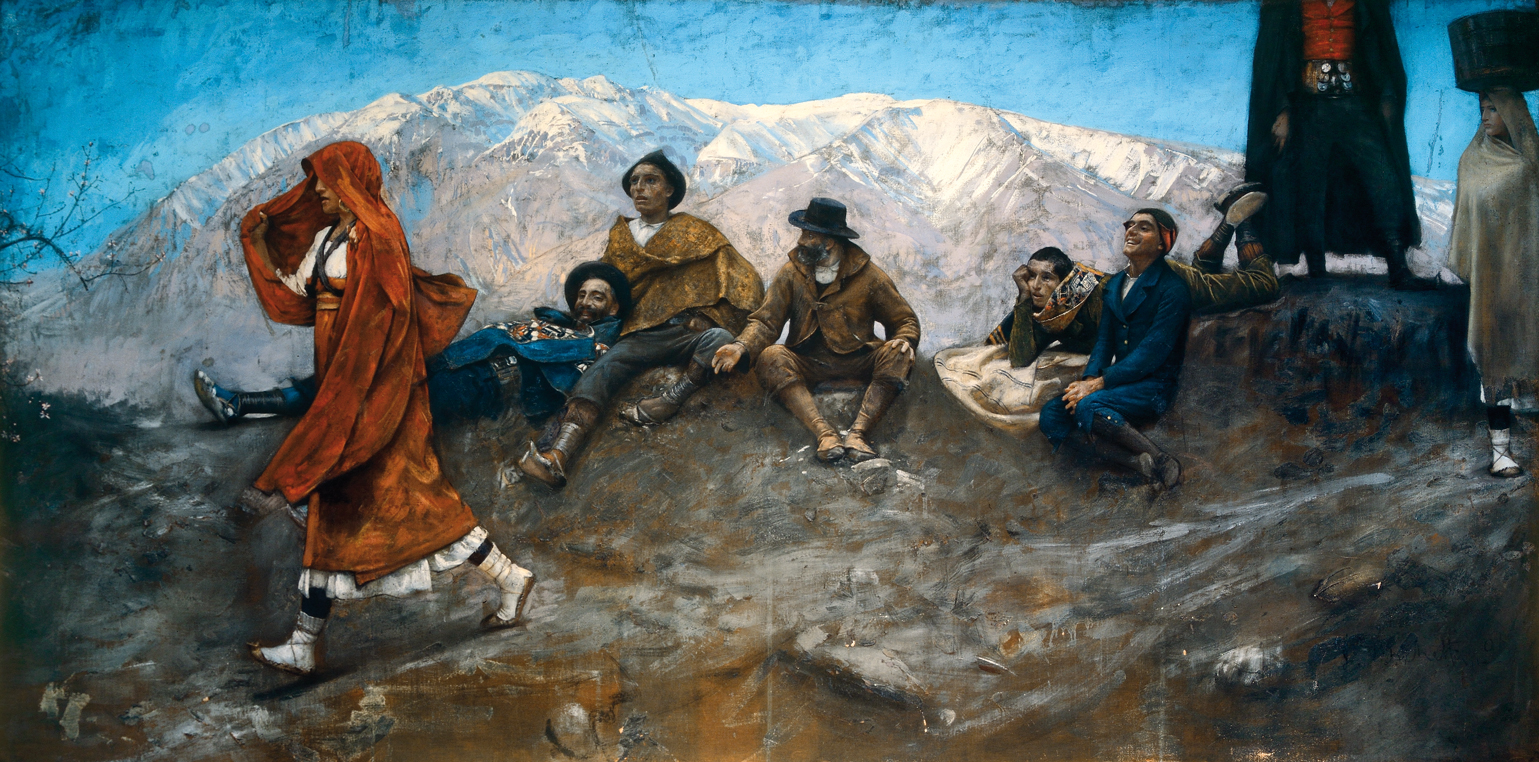
La figlia di Iorio di Michetti, la copia conservata nel palazzo, l'originale è nel Palazzo del Governo a Pescara

La biblioteca della Fondazione possiede vari volumi e documenti multimediali dedicati all'arte, ma anche alla letteratura, al cinema alla fotografia, alla musica. Alcuni interessanti volumi storici trattano di "abruzzesistica", acquistati dalla Fondazione negli anni. Vi è anche la sezione dei ragazzi, poi la sezione del Centro Studi "Alessandro Valignani", che dispone di volumi e documenti specifici sulla storia di Chieti, sulla famiglia Valignani, e sulla storia religiosa dell'Abruzzo.
Sulla sinistra del vestibolo si trova anche l'area del teatro all'aperto "Francesco Sanvitale", che in origine era il giardino pensile privato dei proprietari. Successivamente fu adibito a scuderia, e abbandonato, sino al recupero avvenuto nel 2012, per essere destinato ad area all'aperto per spettacoli teatrali ed eventi culturali. Si affaccia sul centro storico teatino, in Larghetto del Teatro Vecchio e in via De Tomasis.